# Kim Christofte
Kim Piitala Christofte (Copenhague, 24 de agosto de 1960) é um ex-futebolista profissional dinamarquês, que atuava como defensor. Foi campeão da Eurocopa de 1992.

## Carreira
Kim Christofte fez parte do elenco da Seleção Dinamarquesa de Futebol da Eurocopa de 1992 1996.

## Títulos
- Eurocopa de 1992